# Gare d'Ōmagari
La gare d'Ōmagari (大曲駅, Ōmagari-eki) est une gare ferroviaire de la ville de Daisen, dans la préfecture d'Akita au Japon. Elle est exploitée par la compagnie JR East.

## Situation ferroviaire
La gare est située au point kilométrique (PK) 75,6 de la ligne Shinkansen Akita et au PK 247,0 de la ligne principale Ōu. Elle marque la fin de la ligne Tazawako.

## Histoire
La gare est inaugurée le 21 décembre 1904. Elle est desservie depuis le 22 mars 1997 par ligne Shinkansen Akita.

## Service des voyageurs

### Accueil
La gare dispose d'un bâtiment voyageurs, avec guichets, ouvert tous les jours.

### Desserte
- Ligne principale Ōu :
  - voie 1 : direction Akita
  - voie 2 : direction Shinjō
- Ligne Tazawako :
  - voie 3 : direction Morioka
- Ligne Shinkansen Akita :
  - voie 11 : direction Morioka et Tokyo
  - voie 12 : direction Akita